# Dzień Kanady
Dzień Kanady (ang. Canada Day, fr. Fête du Canada) – święto państwowe w Kanadzie obchodzone corocznie 1 lipca w rocznicę powstania Konfederacji Kanady, co miało miejsce w 1867 roku.
W 1879 roku 1 lipca nazwano oficjalnie Dniem Dominium (Dominion Day). Nazwa tego święta została 27 października 1982 roku zmieniona na Dzień Kanady, głównie ze względu na przyjętą tego samego roku Konstytucję Kanady. Jest dniem wolnym od pracy w Kanadzie.